# Un giorno di ordinaria follia
Un giorno di ordinaria follia (Falling Down) è un film statunitense del 1993 diretto da Joel Schumacher.
È stato presentato in concorso alla 46ª edizione del Festival di Cannes.

## Trama
Los Angeles. William "Bill" Foster è un uomo a pezzi; viene lasciato dalla moglie Elisabeth, perché lei aveva paura che lui potesse diventare violento con lei e con la loro figlia Adele, e ha perso il suo lavoro in un'azienda che costruisce missili per il Dipartimento della difesa, perché considerato obsoleto. Il disagio di Bill è reso ancora più amaro da un ordine restrittivo, che gli impedisce di avvicinarsi alla figlia e che lo costringe a vivere con la madre, ancora ignara del suo licenziamento.
Una mattina Bill rimane bloccato in un ingorgo mentre sta andando in città: stravolto dal caldo torrido, prende la sua valigetta e scende dalla macchina, abbandonandola nel traffico e provocando le ire degli altri automobilisti: tra questi c'è il sergente della LAPD Martin Prendergast, al suo ultimo giorno di servizio prima di andare in pensione, il quale, aiutando un agente a spostare la macchina di Bill, nota la targa personalizzata: "D-Fens".
Bill entra in un minimarket per farsi cambiare una banconota in monete per poter telefonare, ma il gestore coreano rifiuta di cambiargli la banconota e lo obbliga a comprare qualcosa. Bill prende una lattina, ma il prezzo richiesto a detta sua è troppo alto; inizia quindi a discutere col gestore e, furioso, aggredisce l'uomo che tenta di fermarlo con una mazza da baseball, che Bill gli toglie di mano; distrugge parte del negozio, paga la lattina e se ne va, portandosi dietro anche la mazza. Mentre Prendergast inizia la sua ultima giornata di lavoro alla stazione di polizia, Bill arriva nel quartiere ispanico, dove due teppisti lo importunano per essere passato sul loro territorio. Uno di questi lo minaccia con un coltello affinché Bill consegni loro la sua valigetta e per tutta risposta li mette in fuga, pestandoli con la mazza. Dopo che i due sono scappati, Bill recupera il coltello che i due ispanici avevano usato per minacciarlo.
Bill quindi telefona alla ex moglie, che abita nel quartiere di Venice: è infatti il compleanno di sua figlia Adele e Bill vorrebbe vederla e portarle un dono. La moglie gli risponde che non gli farà vedere la figlia, affermando che sta benissimo senza il padre. Bill le annuncia che verrà a visitare Adele, nonostante l'ordine restrittivo. I gangster che Bill aveva aggredito tentano di vendicarsi provocando una sparatoria, da cui però Bill esce illeso; i criminali stessi rimangono vittime di un incidente stradale e Bill ruba loro una borsa piena d'armi. Durante il tragitto si ferma a mangiare a un fast food e qui, vedendosi rifiutata la colazione per aver sforato l'orario di pochi minuti, minaccia con una mitraglietta gli inservienti per ottenere quanto desidera. Poco dopo Prendergast verrà avvertito dalla sua collega e amica Sandra Torres dell'avvenuto, confermando la sua tesi di un cane sciolto che gira per la città, carico di armi e pericoloso.
Dopo aver comprato una palla di vetro con carillon come regalo per la figlia e sparato a una cabina telefonica perché infastidito da un uomo che voleva utilizzare il telefono di quella cabina e si lamentava con lui in quanto riteneva che lo avesse occupato per un tempo eccessivo, Bill si ferma in un negozio di abbigliamento, scarpe, armi e accessori militari per comprare degli stivali, avendo una scarpa bucata, e qui incontra il proprietario, un fanatico neonazista che nasconde Bill, quando la Torres entra nel negozio per avere informazioni sul ricercato. L'uomo gli mostra armi e cimeli bellici di cui è fiero; quando però il negoziante si rende conto che Bill non è animato da odio per gli altri, ma è anzi disgustato dalle sue idee razziali, va su tutte le furie, lo aggredisce e distrugge il regalo di Bill per Adele; a questo punto Foster perde la testa e, dopo averlo accoltellato, lo finisce a colpi di pistola, accaparrandosi questa volta un bazooka, preso dall’arsenale segreto del negoziante. Bill è giunto al punto di non-ritorno, come dice parlando al telefono con la moglie. Indossata una giacca militare, si scontra con uno degli operai che lavorano in autostrada per ripararla. Facendo notare (come in più situazioni del film) il disprezzo per la società del suo tempo in cui egli vive, fa ammettere al lavoratore che i lavori in strada non sono neppure necessari, ma che sono solo frutto di un sistema di cui egli “sa come funziona”. Bill spaventa dunque i lavoratori con il bazooka, facendo esplodere per errore il cantiere.
Mentre Bill si dirige a Venice Beach dalla moglie, passa per un campo da golf e fa venire un infarto dalla paura a un vecchio signore, che aveva tentato di colpirlo con una pallina. Bill entra in una villa di proprietà di un chirurgo plastico e trattiene una famiglia che in quel momento aveva avuto il permesso dal custode di divertirsi nella sua dimora, dalla quale viene però intenerito, spendendo infatti anche qualche parola sulla propria famiglia.
Bill dunque raggiunge la casa della ex moglie, ma Beth e Adele fuggono poco prima del suo arrivo e così Bill rimane a vedere dei vecchi filmati registrati dei momenti passati in famiglia. Uscendo di casa, Bill incrocia la Torres e le spara ferendola lievemente, dopodiché si dirige al pontile e qui ritrova l'ex-moglie e la figlia; mentre è con loro arriva Prendergast, che cerca di ricondurre alla ragione Bill e arrestarlo. Beth riesce a fuggire con Adele, gettando in mare la pistola di Bill e lasciandolo disarmato.
Alla fine i due rimangono soli sul pontile. Facendo credere di avere un'arma in tasca e per consentire alla figlia Adele di poter in futuro riscuotere il premio dell'assicurazione sulla vita del padre, Bill costringe il poliziotto a sparargli; colpito a morte, l'uomo precipita dal parapetto del pontile, finendo in acqua. Il corpo di Foster affonda lentamente con ancora la seconda arma, in realtà una pistola ad acqua della figlia, stretta in mano, mentre il sergente, parlando con la bambina, decide di posticipare il pensionamento che gli aveva imposto la moglie.

## Produzione
La pellicola fu girata a Los Angeles. La scena dove Bill non riesce a usare l'M72 LAW col relativo intervento del ragazzino non era prevista nel copione. Michael Douglas aveva veramente dei problemi ad aprirlo e in suo soccorso è arrivato uno dei bambini che facevano da comparse (Valentino Harrison).

## Distribuzione
Soltanto negli Stati Uniti, il film incassò più di quaranta milioni di dollari.

### Titolo
Il titolo originale del film, Falling Down, fa riferimento alla perdita della ragione da parte di Foster ed è preso dal titolo della celebre filastrocca per bambini London Bridge is Falling Down. Infatti la moglie di Prendergast insiste spesso, durante il film, sul fatto che lei e il marito, dopo l'ultimo giorno di lavoro, si ritireranno a Lake Havasu City, in Arizona, dove il vecchio London Bridge è stato spostato. Oltre a questo, il motivetto della filastrocca viene suonato girando la palla di vetro, che William compra per Adele; regalo che poi verrà distrutto.

## Riconoscimenti
- 1993 - Festival di Cannes
  - Candidatura alla Palma d'oro a Joel Schumacher
- 1993 - Camerimage
  - Candidatura alla Rana d'oro ad Andrzej Bartkowiak
- 1994 - Edgar Award
  - Miglior sceneggiatura a Ebbe Roe Smith

## Casi mediatici
Nel film ci sono accenni, specialmente nell'episodio dello scontro per "ragioni territoriali" nel quartiere ispanico, a una forte tensione razziale, sociale ed economica che effettivamente c'era nella città di Los Angeles in quel periodo.
Il 29 aprile 1992 si verificarono atti di sommossa passati alla storia come rivolta di Los Angeles, a causa dell'aggressione subita da Rodney King. Curiosamente tra le comunità maggiormente colpite dalla suddetta sommossa è da nominare quella coreana: furono proprio molti coreani statunitensi a protestare all'uscita di Un giorno di ordinaria follia per il ritratto, a loro parere razzista, dato del minimarket coreano all'inizio della pellicola. In effetti l'immagine che viene data del commerciante coreano del negozio è quello di una persona che vende i suoi prodotti a prezzi molto più alti del dovuto e rifiuta di cambiare in monete una banconota per fare una telefonata. Subito dopo l'uscita del film, l'associazione dei coreani degli Stati Uniti protestò duramente per l'immagine stereotipata offerta dal negoziante coreano. La protesta fu talmente dura che la Warner Bros., temendo possibili boicottaggi, si vide costretta ad annullare l'uscita del film in Corea del Sud.